# Fenerivia oligosperma
Fenerivia oligosperma är en kirimojaväxtart som först beskrevs av Paul Auguste Danguy, och fick sitt nu gällande namn av Richard M.K. Saunders. Fenerivia oligosperma ingår i släktet Fenerivia och familjen kirimojaväxter. Inga underarter finns listade i Catalogue of Life.